# Джанкарло Висконти
Джанкарло Висконти (итал. Giancarlo Visconti; после 1385 — 1418, Париж), по прозвищу Il Piccinino — синьор Милана в мае-июне 1412.

## Биография
Сын Карло Висконти, синьора Пармы, и Беатрис д'Арманьяк.
Родился после переворота 1385 года, когда его родители уже были в изгнании. Во время борьбы за наследство Джан Галеаццо Висконти  Антонио и Франческо Висконти 2 ноября 1404 объединились с наследниками Бернабо Висконти для борьбы с лидером партии гвельфов Пандольфо Малатестой, предоставив им различные территории. Джанкарло получил Брешию, Камонику и Ривьеру-ди-Сало. 19 июня 1405 умер его дядя Мастино, Джанкарло стал единственным законным потомком Бернабо, и находился под опекой своих внебрачных дядьев Эсторре, Галеотто и Леонелло. 24 июня он был признан синьором Бергамо. 16 мая 1412 Джан Мария Висконти, герцог Миланский, был убит сторонниками наследников Бернабо, после чего Эсторре и Джанкарло, были провозглашены синьорами Милана.
Вместе с дядей Эсторре пытался оборонять Милан от войск Филиппо Марии Висконти, но потерпел поражение и 12 июня Филиппо Мария вступил в столицу. Джанкарло безуспешно искал помощи у императора Сигизмунда. Был убит в Париже в 1418 году.

## Семья
Жена: NN
Дети:
- Карло (ум. после 1413)
- Родольфо (ум. после 1413)